# Rokosowo (Koszalin)
Rokosowo (do 1945 niem. Rogzow) – osiedle we wschodniej części Koszalina u stóp Góry Chełmskiej, przebiega przez nie Droga Wojewódzka nr 206.

## Historia
Wieś istniała od II połowy XIII wieku, w 1266 biskup Hermann von Gleichen lokował Koszalin, któremu nadał okoliczne wsie, ale wymienione po raz pierwszy w 1286 Rokosowo zostało darowane koszalińskiemu klasztorowi Cystersów. Dalsze losy wsi były związane bezpośrednio z pobliskim miastem, przez wieś biegł trakt do Polanowa. W 1820 w Koszalinie przebito mur miejski i wybudowano nową drogę z mostem na Dzierżęcince, w połowie XIX wieku dukt biegnący przez Rokosowo utwardzono. Ludność do XIX wieku utrzymywała się z roli, na gliniastej i piaszczystej glebie sadzono żyto, ziemniaki, owies, pszenicę i jęczmień, którym handlowano. Centrum wsi stanowił murowany dwór, który był prostym budynkiem porośniętym bluszczem. W przeważającej części we wsi mieszkali ewangelicy, podlegali parafii w kościele zamkowym w Koszalinie, natomiast cmentarz był położony przy głównej drodze do Koszalina.
Po wybudowaniu Przedmieścia Friedricha Wilhelma Rokosowo graniczyło bezpośrednio z Koszalinem, w 1914 wybudowano koszary piechoty. W 1919 na granicy wsi i miasta powstały pierwsze domy spółdzielcze dla policjantów. Od 1 maja 1926 do Rokosowa kursował tramwaj linii 2, eksploatację linii zakończono w 1937. W 1934 Rokosowo połączono z Chełmoniewem w jedno sołectwo, nie miało to wpływu na wysokość podatków, ani prawa własności gruntów. W 1935 znacznie rozbudowano koszary, powstał kompleks zabudowy typu garnizonowego.
W 1945 polska administracja zmieniła nazwę z Rogzow na Rogaczewo, 5 września otworzono szkołę podstawową. W 1947 zmieniono nazwę na Rokosowo, 4 lutego 1954 wieś przyłączono do Koszalina. 31 grudnia 1959 przyłączono do Rokosowa zakład przemysłowy działający w Chełmoniewie. W 1983 na terenie dawnego cmentarza rozpoczęto budowę kompleksu sakralnego wraz z kościołem pw. Św. Wojciecha, uroczysta konsekracja miała miejsce 5 kwietnia 1987. W 1990 do Rokosowa przyłączono całe Chełmoniewo, Dzierżęcino, Lubiatowo i Zagórzyno, po pięciu latach przyłączone osiedla utworzyły oddzielną jednostkę samorządową pod nazwą Lubiatowo. Obecnie w granicach Rokosowa działa Zespół Szkół nr 11, hospicjum oraz centrum handlowe Forum Koszalin